# Шурикен
Шурикен (јап. 手裏剣; руком скривена оштрица) је традиционално скривено јапанско оружје које се бацало, у ретким случајевима могло је послужити и за убадање. То је мало али доста наоштрено оружје звездастог облика, које је могло да стане у шаку. Материјал од кога су се правили је варирао, правили су се од шиљака, ексера, ножева, кованог новца, као и од разних металних плоча. Шурикен је најчешће био допунско оружје катани или јарију. Вештина руковања шурикеном зове се шурикен-џицу (ен. shuriken-jutsu )
Шурикен је на западу познат као „летећа звезда“ или „звезда нинџи“.